# Dmitrij Obuchow
Dmitrij Aleksiejewicz Obuchow, ros. Дмитрий Алексеевич Обухов (ur. 9 lipca 1983 w Kazaniu) – rosyjski hokeista.

## Kariera
- Ak Bars 2 Kazań (2003-2004)
- Nieftianik Almietjewsk (2003-2004)
- Spartak Moskwa (2004-2005)
- Nieftiechimik Niżniekamsk (2005)
- Nieftianik Almietjewsk (2005)
- Ak Bars Kazań (2005-2017)
  -  Nieftiechimik Niżniekamsk (2008, 2011)
  -  Mietałłurg Magnitogorsk (2012)
  -  Bars Kazań (2017-2018)
- HK Dukla Trenczyn (2019)

Wychowanek szkoły UDO SDJuSSz przy klubie Ak Bars Kazań. Zawodnik Ak Barsu Kazań. W 2011 i 2012 roku tymczasowo w Nieftiechimiku Niżniekamsk i Mietałłurgu Magnitogorsk. W styczniu 2019 przeszedł do słowackiego klubu Dukla Trenczyn.

## Sukcesy
Klubowe
- Złoty medal mistrzostw Rosji: 2006, 2009, 2010, 2018 z Ak Barsem Kazań
- Puchar Gagarina: 2009, 2010, 2018 z Ak Barsem Kazań
- Srebrny medal Mistrzostw Rosji: 2007, 2015 z Ak Barsem Kazań
- Puchar Mistrzów: 2007 z Ak Barsem Kazań
- Puchar Kontynentalny: 2008 2009 z Ak Barsem Kazań
- Puchar Otwarcia: 2009 z Ak Barsem Kazań
- Finał KHL o Puchar Gagarina: 2015 z Ak Barsem Kazań